# جانو أهوسو كواديو
جانو أهوسو كواديو (من مواليد 6 مارس 1951) سياسي من ساحل العاج شغل منصب رئيس وزراء ساحل العاج من مارس 2012 إلى نوفمبر 2012. في عام 2018 تم تعيينه رئيسًا لمجلس الشيوخ. شغل سابقًا منصب وزير الصناعة من 2002 إلى 2005 ووزير العدل من 2010 إلى 2012.
أهوسو كواديو هو عضو في الحزب الديمقراطي لساحل العاج - التجمع الديمقراطي الأفريقي، وهو حزب يقوده الرئيس السابق هنري كونان بيدي. منذ تركه منصب رئيس الوزراء شغل منصب رئيس المجلس الإقليمي لمنطقة بيلير وكوزير دولة في رئاسة الحوار السياسي والعلاقات مع المؤسسات. عندما تم إنشاء المنصب الجديد كرئيس لمجلس الشيوخ في عام 2018، تم تعيين أهوسو كواديو لشغله.

## الحياة المهنية
ولد أهوسو كواديو في رافيارت. هو محامي أعمال من حيث المهنة، وهو عضو منذ فترة طويلة في الحزب الديمقراطي لساحل العاج - التجمع الديمقراطي الأفريقي وشغل العديد من المناصب الحزبية. تم تعيينه كعضو في المجلس الاقتصادي والاجتماعي لساحل العاج في عام 1999، وانتخب عضوا في الجمعية الوطنية لساحل العاج في الانتخابات البرلمانية في ديسمبر 2000 ممثلا لدائرة ديديفي وتي-ندييكرو. في المؤتمر الحادي عشر لـ الحزب الديمقراطي - التجمع الديمقراطي الأفريقي الذي عقد في عام 2002 تم تعيينه نائبًا للأمين العام للشؤون القانونية.
في عهد الرئيس لوران غباغبو تم تعيين أهوسو كواديو وزيراً للصناعة والنهوض بالقطاع الخاص في 5 أغسطس 2002 كجزء من حكومة الوحدة الوطنية. وبقي في هذا المنصب حتى ديسمبر 2005. كان مدير حملة بيدي خلال الجولة الأولى من أكتوبر - نوفمبر 2010 الانتخابات الرئاسية. بعد أن احتل بيدي المركز الثالث وقدم دعمه للحسن واتارا، شغل أهوسو كواديو منصب نائب مدير حملة واتارا للجولة الثانية. حقق كل من جباجبو واتارا الفوز في الجولة الثانية، نصب واتارا نفسه رئيسًا وعين أهوسو كواديو وزيرا للدولة للعدل وحقوق الإنسان في 5 ديسمبر 2010.
تم تعيين أهوسو كواديو كرئيس للوزراء من قبل الرئيس واتارا في 13 مارس 2012، الوفاء بوعد واتارا بتعيين عضو من حزب بيدي كرئيس للوزراء. كرئيس للوزراء احتفظ بحقيبة العدل. مع ذلك ظل في منصبه لمدة تقل عن عام في 21 نوفمبر 2012 عين الرئيس واتارا وزير الخارجية دانيال كابلان دنكان وهو أيضًا عضو في الحزب الديمقراطي الكردستاني ليحل محل أهوسو كواديو. تم لاحقًا تعيين أهوسو كواديو وزيرًا للدولة برئاسة الجمهورية في 9 يناير 2013.
يشغل أهوسو كواديو منصب رئيس المجلس الإقليمي في بيلير منذ عام 2013. وفي الحكومة المعينة في 12 يناير 2016 شغل منصب وزير الدولة في رئاسة الحوار السياسي والعلاقات مع المؤسسات. أصبح أول رئيس لمجلس الشيوخ في 10 أبريل 2018. بعد أن سافر إلى أوروبا في 3 يوليو 2020 لإجراء فحص طبي روتيني ، ثبتت إصابة أهوسو كواديو بفيروس كوفيد 19 في ألمانيا في 12 يوليو 2020.